# Bodedern
Bodedern es un pueblo al oeste de Anglesey, Gales del Norte, en SH334804. El código postal del Royal Mail empieza por LL65. La población era de 1.017 habitantes en 1991.
El pueblo tiene una escuela de secundaria medio-galesa (Ysgol Uwchradd Bodedern) y un equipo de fútbol: Bodedern F.C., que jugó en la liga Cymru Alliance.